# 堤雅鳳
堤 雅鳳（つつみ がほう、1925年5月3日 - 2020年3月5日）は、昭和中期から平成中期にかけて活躍した日本のかな書家。

## 略年譜
- 1925年(大正14年)5月3日 京都府京都市に生まれる。本名は堤 雅夫（つつみ まさお）。
- 1948年(昭和23年)3月 京都建設業協会に就職。
- 1981年(昭和56年)3月 同上 副参事職を辞し、書に専念し始める。
- 2020年(令和2年)3月5日 死去、享年94歳。

## 書歴
- 1954年(昭和29年)年12月 日比野五鳳に師事する (近代日本における書の大家、昭和の三筆の一人。1983年文化功労者となる)。
- 1959年(昭和34年)年10月 日展初入選。
- 1968年(昭和43年)年5月「京展」市長賞受賞 (山桜)。
- 1972年(昭和47年)年8月 水穗書展五鳳賞受賞 (夕立)、毎年出品。
- 1979年(昭和54年)年1月 京都書作家協会(大丸展)に出品。
- 1981年(昭和56年)年10月 第13回日展 日展特選(書)受賞 (親どり)。
- 1982年(昭和57年)年1月 日本の書展に出品。
- 1982年(昭和57年)年5月 京展賞受賞 (山鳩)。
- 1982年(昭和57年)年7月 毎日書道展 日本書展賞受賞 (雀)。
- 1982年(昭和57年)年10月 日展無鑑査出品 (天の原)。
- 1982年(昭和57年)年10月 鳳交会主宰第1回社中展開催。
- 1983年(昭和58年)年5月 京展審査員(3回)。
- 1985年(昭和60年)年1月 雅誕会(東京)書展出品。
- 1985年(昭和60年)年1月 関西の書家100人展(産経新聞大阪)出展。
- 1989年(平成元年)年3月 京都書画院第9回日中書画合同展(陝西国画院)出品。
- 1990年(平成2年)年9月 かな二人展(吉川鳳春共催) 於:京都文化博物館。
- 1993年(平成5年)年1月 東京鳳交会主宰第1回社中展出品。
- 1994年(平成6年)年2月 東京水穗会書展第1回出品 (於 鳩居堂)。
- 1995年(平成7年)年10月 古稀記念書展 於:ギャラリー凌霽で開催。
- 1997年(平成9年)年1月 第1回 於:高島屋 墨壽展出品 以後9回展まで。
- 2003年(平成15年)年10月 京都書画院 第24回日中書画合同展(陝西国画院)出品。
- 2004年(平成16年)年4月 傘寿記念 書 堤雅鳳展 於:京都文化博物館。
- 2005年(平成17年)年10月 近現代の京都かな展出品[2] 於:奈良市杉岡華邨書道美術館。

## 作品
- 『山桜』(1968)
- 『親どり』(1981)
- 『天の原』(1982)
- 『書』堤雅鳳　作品集 / 100点 (2004)

## 過去に務めた役職
- 日展会友
- 読売書法会　総務
- 日本書芸院　参事
- 水穂会　総務
- 京都書作家協会　参与
- 京都書画院　副理事長
- 鳳交会 (京都・東京)　主宰

## 著書
- 『書』堤雅鳳 作品集 賛交社、2004年4月刊行。
- 『関西のかな① 近現代の京都のかな』 図録 財団法人杉岡華邨書道美術財団、2005年10月発行　＊作品を収録。
- 書家321人の年賀状 (十二支ハンドブック 1) 芸術新聞社、2015年9月発刊。＊作品を収録。

## 脚注

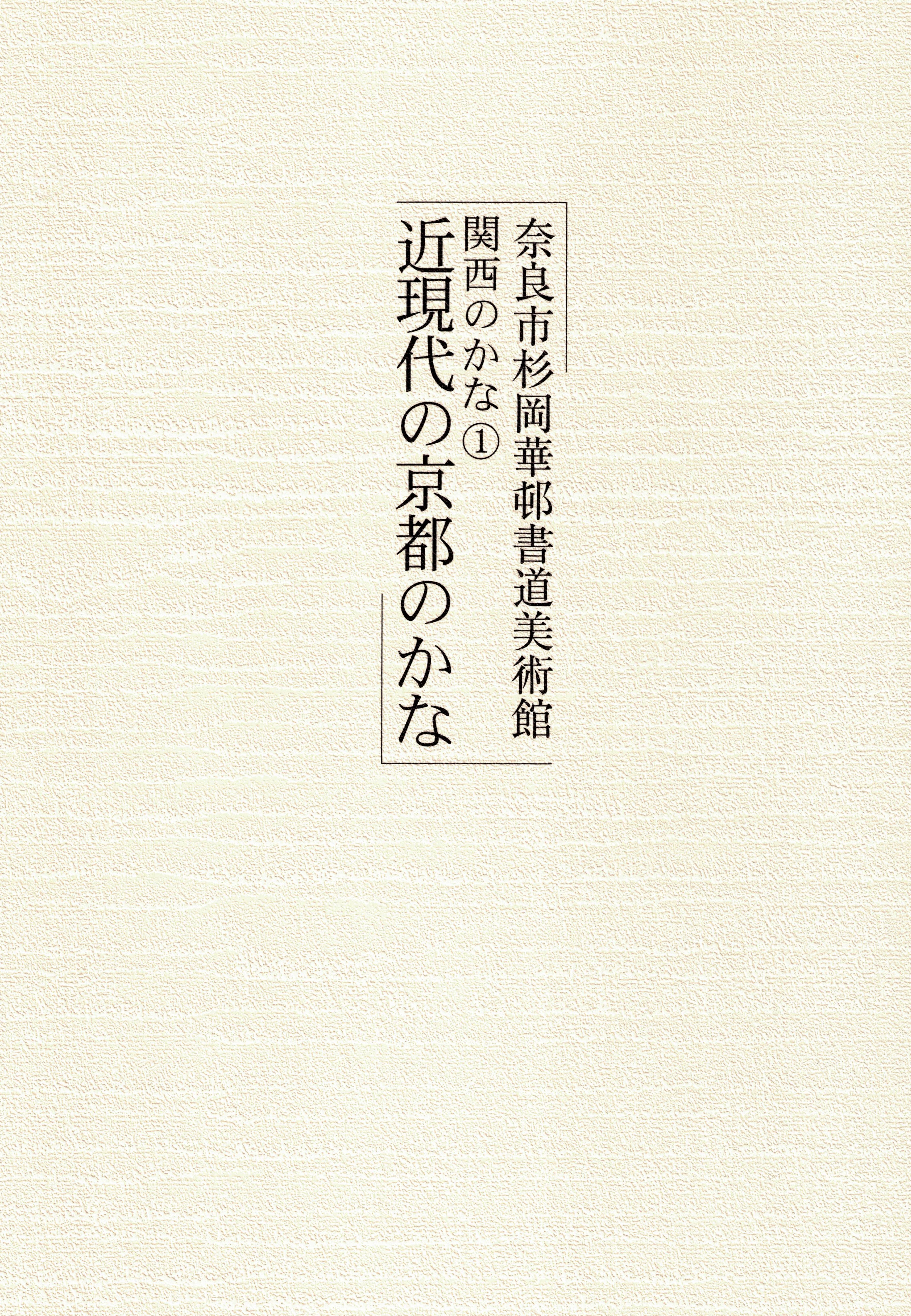
2005年10月発行 (財)杉岡華邨書道美術財団 収録作品 No.22 軸「ながの月」 No.23 額「夏がくれば」